# Karl Wolter
Karl Wolter (2 agosto 1894 – 19 aprile 1959) è stato un calciatore tedesco, di ruolo attaccante.